# Tempo de Amar (telenovela)
Tempo de Amar (título en español: Tiempo de Amar) es una telenovela brasileña producida por Red Globo y exhibida entre 26 de septiembre de 2017 y 19 de marzo de 2018, en 148 capítulos, sustituyendo Nuevo Mundo y siendo sustituida por Orgullo y Pasión. Fue la 90.ª “novela de las seis” exhibida por la emisora. Escrita por Alcides Nogueira, en asociación con Bia Corrêa del Lago, y basada en el argumento de Rubem Fonseca. Escrita con la colaboración de Tarcísio Lara Puiati y Bíbi de la Pieve, con la dirección de Teresa Lampreia, Felipe Louzada, Diego Müller y Seani Suenes, y con la dirección general de Adriano Melo y dirección artística de Jayme Monjardim.
Protagonizada por Victoria Strada, Bruno Ferrari y Bruno Cabrerizo, con las participaciones antagónicas de Jayme Matarazzo, Andreia Horta, Letícia Sabatella, Deborah Evelyn y Henri Castelli, con las actuaciones estelares de Regina Duarte, Tony Ramos, Werner Schünemann, Cássio Gabus Mendes, Françoise Forton y Marisa Orth y Nívea Maria y con la actuación especial de Malu Mader.

## Producción
Tuvo el título provisional de Amor e Muerte. Las grabaciones iniciales ocurrieron en Bento Gonçalves y Niterói.
En noviembre de 2015, Rubem Fonseca y Bia Corrêa del Lago, su hija, entregaron la sinopsis de una trama para las 18 horas, con previsión de estreno para el año siguiente. En marzo de 2016, Alcides Nogueira es escalado para dividir la coautoría con Bia Corrêa, tras la noticia de que ella escribiría sola la mayor parte de los capítulos, sin embargo el mes siguiente, la obra es aplazada para 2018, después de la trama de Los Días Eran Así, que debería sustituir Nuevo Mundo, pero que fue transferida para a las 23 horas. Sin embargo, en enero de 2017, es anunciado que la trama fue desplazada para sustituir Nuevo Mundo..
La trama original preveía un abordaje entre 1886 y 1888, época en que ocurre el movimiento abolicionista, donde personalidades históricas como Joaquim Nabuco y José del Patrocinio, tendrían contacto con los personajes, sin embargo, para no confundir con la trama anterior, el periodo histórico fue desplazado para los años 1920.

### Elección del elenco
La primera opción para ser la protagonista de la trama fue Marina Ruy Barbosa, sin embargo, ella ya estaba escalada para la trama de las 21 horas de Aguinaldo Silva, y no pudo aceptar la invitación. Bruna Marquezine fue entonces invitada para ser la protagonista, sin embargo rechazó el papel, pidiendo licencia de un año para estudiar en Europa. Cerca de 15 actrices fueron probadas para su personaje, entre las cuales Fernanda Vasconcellos, Giovanna Lancellotti, Tainá Müller,  Laura Neiva, Marina Moschen y Sophia Abrahão, surgiendo la noticia de que Lancellotti habría conseguido el papel, lo que fue negado por la actriz. Los papeles principales, fueron entonces destinados a  Bruno Cabrerizo, exjugador de fútbol y Victoria Strada, modelo.
Bruno Cabrerizo desarrolló su carrera de actor en Portugal, donde estuvo dos años, entre 2015 y 2017 y en que se destacó en las novelas de la TVI, La Única Mujer y Oro Verde. Marcos Pitombo hizo las pruebas para interpretar Giuseppe, pero perdió el papel para Guilherme Prates. Los actores revelaciones de Malhação, Amanda de Godoi, Barbara Francia, Ricardo Vianna y Giulia Gayoso, fueron escalados para el elenco. Inclusive, Aline Días, también de Malhação, fue escalada para el elenco, pero, por su embarazo, fue sustituida por Eli Ferreira.
Cris Vianna y Débora Nacimiento fueron meditadas para el papel de Balbina. La primera fue escalada para la trama de las 21 horas de Aguinaldo Silva y la segunda está rodando la película argentina Viaje. Valquíria Ribeiro fue contratada por la Globo para el papel del personaje. La actriz estaba lejos de las novelas desde Máscaras en Record. Tiempo de Amar marca la vuelta de Erik Marmo a las novelas después de 6 años alejado de la televisión. Su última novela fue Gabriela, de 2012.

## Exhibición

### Viñeta de entrada
La entrada fue con un tono poético, coloreado y romántico retrata las parejas clásicas de la literatura y de la historia de Brasil: Romeo y Julieta, Zumbi y Dandara, Adán y Eva, Lampião y Maria Bonita, Cleopatra y Marco Antonio y Helena y Paris. La canción es Amar por los Dos del portugués Salvador Sobral.

## Sinopsis
La historia inicia en Morros Verdes, ciudad ficticia de Portugal, y cuenta la historia de Maria Victoria y Inácio. Maria Victoria quedó huérfana de madre muy pronto y fue criada por el padre, José Augusto. Durante la procesión religiosa de la Semana Santa, conoce Inácio, un muchacho simple, que vive en el villarejo vecino, y vive de trabajos temporales. Ellos comienzan a enamorarse, pero la pareja se separa después de que Inácio consigue empleo en Río de Janeiro. Él parte después de ser aceptado en el Empório Son Mateus, cuyo dueño es Geraldo (Jackson Antunes). En Río de Janeiro, hay una fadista, Celeste Hermínia (Marisa Orth), que tendrá su amor disputado por el diputado Teodoro (Henri Castelli) y por el consejero Francisco Alcino (Werner Schünemann), que tiene una mujer moribunda hace 18 años, y vive un dilema entre los cuidados de Odete (Karine Teles), y la pasión por Celeste. en el cabaré Maison Dorée, de la francesa Madame Lucerne (Regina Duarte), que es constantemente visitado por Bernardo (Nelson Freitas), que está casado con Alzira (Deborah Evelyn), una mujer un poco discriminatoria y que tiene envidia de Celeste porque, es diferente a ella, ella recibe atención de su Consejero y Teodoro. Juntos, ellos tuvieron Celina (Bárbara Francia), que está enamorada de Vicente (Bruno Ferrari), y hará de todo para conquistarlo.

## Elenco
| Actor/Actriz              | Personaje                                                    |
| ------------------------- | ------------------------------------------------------------ |
| Victoria Strada           | Maria Victoria Torres Correa Guedes / Maria del Cielo Jardín |
| Bruno Cabrerizo           | Inácio Ramos                                                 |
| Bruno Ferrari             | Vicente Alcino Gomes de la Roca                              |
| Andreia Horta             | Lucinda Macedo                                               |
| Jayme Matarazzo           | Fernão Conejo de Abreu Moniz                                 |
| Tony Ramos                | José Augusto Correa Guedes                                   |
| Marisa Orth               | Celeste Hermínia / Mafalda Torres Correa Guedes              |
| Letícia Sabatella         | Delfina Leitão                                               |
| Regina Duarte             | Madame Lucerne / Catarina del Espíritu Santo                 |
| Henri Castelli            | Teodoro de Magalhães                                         |
| Olívia Torres             | Tereza Leitão Correa Guedes                                  |
| Deborah Evelyn            | Alzira Torres de la Fontoura                                 |
| Nelson Freitas            | Bernardo de la Fontoura                                      |
| Barbara Francia           | Celina Torres de la Fontoura                                 |
| Sabrina Petraglia         | Olímpia Alcino Gomes de la Roca                              |
| Nívea Maria               | Henriqueta Ramos                                             |
| Cássio Gabus Mendes       | Dr. Reinaldo Macedo                                          |
| Lucy Alves                | Eunice                                                       |
| Françoise Forton          | Emília Macedo                                                |
| Werner Schünemann         | Consejero Francisco Alcino                                   |
| Marcello Melo Jr.         | Edgar Herman                                                 |
| Jackson Antunes           | Geraldo Carvalho                                             |
| Olívia Araújo             | Ana Filomena Borges (Dueña Nicota)                           |
| Yasmin Gomlevsky          | Isabel Asunción (Hermana Asunción)                           |
| Jessika Alves             | Helena Pacheco (Lena)                                        |
| Amanda de Godoi           | Felícia Pacheco (Lícia / Bijou)                              |
| Giulia Gayoso             | Natália Pacheco (Naná)                                       |
| Maria Eduarda de Carvalho | Mademoiselle Gilberte Conchita Verdoux (Gilberte)            |
| Mayana Moura              | Carolina Delamare de Sobral                                  |
| Ricardo Vianna            | Tomazzo Molinari                                             |
| Guilherme Prates          | Giuseppe Molinari                                            |
| Guilherme Leicam          | Artur Ferreira de Sá                                         |
| Maicon Rodrigues          | Percival de los Ángeles (Pepito)                             |
| Valquíria Ribeiro         | Balbina de los Ángeles                                       |
| Lívian Aragão             | Angélica Ramos                                               |
| Ana Carbatti              | Isolina de Jesus                                             |
| José Augusto Blanco       | Padre João                                                   |
| Eli Ferreira              | Martiniana (Tiana)                                           |
| Cristiano Garcia          | Gregório de Sant'Anna                                        |
| Beatriz Campos            | Leonor                                                       |
| Jorge de Sá               | Justino                                                      |
| Ricardo Pavão             | Vasco Sampaio                                                |
| Joelson Medeiros          | Firmino de Olivo                                             |
| Fátima Montenegro         | Elvira de Olivo                                              |
| Marcel Octavio            | Otávio                                                       |
| Gustavo Arthiddoro        | Raimundo Freitas                                             |
| Gustavo Piaskoski         | Lucas Moreiras                                               |

### Participaciones especiales
| Actor/Actriz          | Personaje                               |
| --------------------- | --------------------------------------- |
| Júlia Almeida         | Eva Dantas                              |
| Malu Mader            | Ester Delamare, Baronesa de Sobral      |
| Othon Bastos          | Signore Rossi                           |
| Bete Mendes           | Maria Inmaculada (Hermana Inmaculada)   |
| Odilon Wagner         | Dr. Álvaro Moniz                        |
| Mário Gomes           | Eleutério Ferreira de Sá                |
| Miriam Freeland       | Gilka Hacha                             |
| Roberto Pirillo       | Dr. Lutero Padilha                      |
| Malu Valle            | Hermana Margarida                       |
| Inez Viana            | Guiomar Conejo de Abreu Moniz           |
| Roberto Flota         | José Figueira (Figueirinha)             |
| Analu Prestes         | Hermengarda Sampaio                     |
| Karine Teles          | Odete Costa Alcino                      |
| Giselle Prattes       | Josefina Vieira                         |
| Erik Marmo            | Martim Vieira                           |
| Rosi Campos           | Dueña Urânia (cartomante)               |
| Hube Visto Gimenez    | Luísa Moreiras (Dueña Luísa)            |
| Bel Kowarick          | Dalva Macedo                            |
| Mônica Carvalho       | Ismênia                                 |
| Juan Alba             | Inmediato Antero                        |
| Luiz Guilherme        | Palamedes Junqueira                     |
| Glauce Graieb         | Madame Lenah                            |
| Luca de Castro        | Diputado Olindo Freitas                 |
| Antônia Frering       | Madame Aspásia                          |
| Augusto Garcia        | José Augusto (joven)                    |
| Elisa Brites          | Celeste Hermínia/Mafalda Torres (joven) |
| Alessandra Leía       | Jane                                    |
| Simon Petracchi       | Dr.tortorella                           |
| Martha Meola          | Dueña Lurdes                            |
| Márcio Erlisch        | Dr. Osório                              |
| Gláucio Gomes         | Vianna                                  |
| Antônio Sabóia        | Matias Cardoso                          |
| Paulo Vespúcio        | Padre Orlando                           |
| Raffaele Casuccio     | Fraçois                                 |
| Rodrigo Candelot      | Alves Melo                              |
| Fabiana Sil           | Helenice                                |
| Gabriel Muglia        | Maurício                                |
| Gabriel Montenegro    | Uala                                    |
| Ramón Cabrer          | Emidio                                  |
| Rose Moraes           | Dueña Marinéia                          |
| Max Lima              | Murilo                                  |
| Samuel Toledo         | Nicola                                  |
| Geni Fraga            | Hortência                               |
| Vander Rabelo         | Ernesto                                 |
| Vinícius Moreno       | Carrapeta                               |
| Vinicios Ross         | Jenipapo                                |
| Cássio Pandolfh       | Sebastião Pinto de la Conceição         |
| Luiz Bittencourt      | Sandoval                                |
| Júlio Levy            | Sr. Macário Leme                        |
| Paulo Verlings        | Umberto                                 |
| Fabricio              |                                         |
| Thalita Xavier        | Lulú                                    |
| Marco Marcondes       | Delegado Olavo Pimenta                  |
| Maria Otávia Cordazzo | Aline                                   |
| Lionel Fischer        | Dr. Falcão                              |
| Paola Rodrigues       | Esmeralda                               |
| Anja Bittencourt      | Beata Izilda                            |
| Elisa Lucinda         | Januária Herman                         |
| Jaime Leibovitch      | Hans Herman                             |
| Ana Paula Botelho     | Monja                                   |
| Zé Victor Castiel     | Sr. Quintela                            |
| Edu de Moraes         | Homero                                  |
| Aldino Brito          | Agenor                                  |
| Giulliana Monte       | Alberttine                              |
| Carlos                |                                         |
| Luan Frank            | Jean                                    |
| Irene Suenes          |                                         |
| Paulo Carvalho        | Lourival                                |
| Claudia Matarazzo     | Pepita de Oro                           |

## Música
En 20 de septiembre de 2017, la gravadora Sonido Libre promovió el lanzamiento de tres rangos de la trilha sonora de Tiempo de Amar. Fueron lanzadas "Faltaban Sus Ojos", de Zizi Possi, "Del Amor Imposibile", de Nana Caymmi y "Cielo y Mar", una canción de fado grabada por Marisa Orth. El rango de Orth es uno de los cuatro fados que la misma grabó para la trilha de la telenovela, siendo el primer lanzamiento una colaboración con el productor musical Nani Palmeira.
La música de ala entrada "Amar por los dos" es interpretada por el cantante portugués Salvador Sobral , que venció el Festival Eurovisão de la Canción 2017.

## Repercusión

### Audiencia
En su estreno el día 26 de septiembre, la novela estrenó con 26 puntos en la Grande São Paulo y 28 puntos en Río de Janeiro según datos previos del IBOPE. Ya su segundo capítulo exhibido en 27 de septiembre la novela obtuvo 23 puntos, ya su tercer capítulo exhibido en 28 de septiembre la novela obtuvo 27 puntos.